# Abläng- und Abisolierautomat
Der Abläng- und Abisolierautomat wird bei der industriellen Weiterverarbeitung von Kabeln verwendet. Mit ihm kann man Kabel,  Litzen, abgeschirmte Kabel (Koaxialkabel), mit einigen Maschinen auch Glasfaserkabel und POF-Kabel in Querschnitten von 0,03 mm² bis 200 mm² schnell und rationell verarbeiten.

## Funktionsprinzip
Das Kabel wird mittels einer Transportrolle oder eines Transportbandes in die Maschine eingeführt. Mittels Programmierung wird dann die Einschneidtiefe der Messer in die Isolierung  eingestellt. Schneidet man zu tief, wird das Kupfer verletzt. Ist der Einschnitt nicht tief genug, reicht die Kraft zum Abziehen der Isolation nicht aus. Bei allen gängigen Maschinen wird das Kabel von links nach rechts transportiert. 
Das Kabel fährt mit der gewünschten Abisolierlänge über die Messer. Die Messer schließen auf den zuvor programmierten Wert. Nun wird das Kabel rückwärts gezogen und die Isolation damit vom Kupfer abgezogen. 
Bei einem Vollabzug wird das Isolationsstückchen komplett abgezogen und der Leiter liegt frei. Bei Litzen wird meistens ein Teilabzug programmiert. Somit bleibt ein Rest der Isolation auf dem Kabel. Dies verhindert, dass die einzelnen Litzendrähte aufspringen und das Kabel später nur schlecht weiterverarbeitet werden kann. 
Jetzt fährt die Maschine die eingestellte Kabellänge ab und schneidet das Kabel. Nun kann auch auf der zweiten Seite auf gleiche Weise abisoliert werden.

## Sonderformen
Mit neueren Automaten ist es auch möglich, mehradrige Leitungen in einem Arbeitsprozess abzumanteln und die Innenleiter abzuisolieren. Außerdem können Kabel auch der Länge nach geschlitzt werden. 
Für Koaxialkabel benötigt man eine sogenannte Rotativeinheit. Dies bedeutet, die Kabel werden vor dem eigentlichen Abisoliervorgang rotativ mit zwei Messer auf den 1/100 mm eingeschnitten. Dies ist nötig, weil der Schirm nur rotativ geschnitten werden kann. Für Plastic optical Fiber (POF) werden besondere Schneidmesser mit einer Abstützung benötigt. Dies ist eine Art Führung, welche die Kabel während des Schneidens festhält. Um Glasfaserkabel zu verarbeiten, benötigt man einen speziellen Schneidkopf zum Trennen der integrierten Kevlar-Schutz- und Zugentlastung. Da Kevlar ein extrem zähes Material ist, würde der Schneidkopf ohne Abstützung beim Schneiden auseinanderdriften und die feinen Fasern würden nicht komplett durchgeschnitten.
Abläng- und Abisolierautomaten können als Einzelmaschinen verwendet werden, in den meisten Fällen verwendet man ein Zuführgerät (Prefeeder), um eine größere Reproduzierbarkeit und Geschwindigkeit zu erreichen.
Zusätzlich können vor der Maschine Bedruckungsgeräte (Tintenstrahldruck, Thermotransferdrucker oder Heißprägung) angeordnet und Aufwickelgeräte (Coiling machines) oder Kabelstapler (Staker) nachgeschaltet sein.